# Венценайм (кантон)
Венцена́йм (фр. Wintzenheim) — кантон у Франції, в департаменті Верхній Рейн регіону Ельзас.

## Склад кантону
Кантон включає в себе 10 муніципалітетів:
| Муніципалітет         | Площа | Населення, осіб | Рік  |
| --------------------- | ----- | --------------- | ---- |
| Вальбак               | 5,45  | 930             | 1999 |
| Венценайм             | 18,97 | 7610            | 2007 |
| Веттольсайм           | 8,86  | 1705            | 2006 |
| Вогтленсоффен         | 3,99  | 478             | 1999 |
| Егісайм               | 14,13 | 1572            | 2007 |
| Еррлісайм-пре-Кольмар | 7,68  | 1650            | 2006 |
| Зіммербак             | 2,26  | 857             | 1999 |
| Оберморшвір           | 1,59  | 358             | 1999 |
| Тюркайм               | 16,46 | 3731            | 2007 |
| Юссерен-ле-Шато       | 1,20  | 397             | 1999 |

## Консули кантону
| Період    | Консул         | Посада |
| --------- | -------------- | ------ |
| 1985—2004 | Pierre Knittel |        |
| 2004—2011 | Guy Daesslé    |        |

| Франція | Це незавершена стаття з географії Франції. Ви можете допомогти проєкту, виправивши або дописавши її. |